# Cony Camelo
Constanza Eugenia Camelo Romero, conocida mayormente como Cony Camelo (Bogotá, 3 de abril de 1977); es una actriz de televisión, cantante y presentadora colombiana, que ganó notoriedad por su participación en el programa de telerrealidad MasterChef Celebrity.

## Biografía
Inició su carrera a los 17 años como presentadora de una franja de Plaza Sésamo dirigida a los hogares comunitarios del Instituto Colombiano de Bienestar Familiar. Luego actuó en Verde manzana, un infantil ganador de premios internacionales, y participó en Colombia Joven, de Señal Colombia; Destinos de aventura, del Canal A, y en Así TVrnos, de la Javeriana. Es comunicadora social con énfasis en televisión educativa, de la Pontificia Universidad Javeriana, y esa época de estudiante la aprovechó para protagonizar varios cortometrajes de compañeros de clases.
Adicionalmente ha tomado talleres de clown (payaso) y máscaras en el marco del Festival Iberoamericano de Teatro. Fue presentadora del programa Mucha Música de CityTv durante tres años, y luego tuvo la oportunidad de hacer la audición para la telenovela Los Reyes frente a otras 30 aspirantes, papel que obtuvo y con el que le llegó la fama, con su personaje de Hilda, que le implicó someterse a cambios físicos. «Al principio, ponerme ropa de niño, tener el pelo cortico, mascar chicle con la boca abierta, y ser imprudente no me resultó un problema», afirmó Cony en una entrevista a Pantalla Colombia en 2008.
Con su exnovio, Verner Duarte, conformaron la banda Naif, Constanza se encargó de diseñar la carátula del disco con su sello personal. Para ella, la música es un espacio único Y contrario a la tesis de que Hilda impulsó a Naif, hay que decir que este papel puso algunas dificultades a su banda, el personaje que representaba en la novela era muy opuesto a lo que pretende transmitir con su banda: «Música con sensibilidad y humor, la posibilidad de ser hippies y punks al mismo tiempo... Hilda no ha hecho más que ponerme trabas y hacer que la gente espere otra cosa de mi. Naif ha sobrevivido a pesar de que la gente pida mi tía Laiza. Y creo que con lo de MTV le callamos la boca a más de uno», comentó Cony en una entrevista a Pantalla Colombia. En el 2005 los integrantes de Naif – Constanza Camelo y Verner Duarte, grabaron su primer disco, Naif obtuvo su reconocimiento; ganó un premio Shock en la categoría mejor puesta en escena y fue nominada a los MTV Latinos, donde se dieron a conocer por su video Radar.
Después de los Reyes Constanza participó como copresentadora de artistas del Factor Xs del canal RCN. Fue Chica Cosmopolitan en 2003 y fue también la portada de la revista Playboy (Colombia) en 2008. En 2007 fue integrante del programa radial El mañanero de La Mega, y maestra de ceremonias para la entrega de los Premios Nuestra Tierra. Se estrenó como locutora en 2008 en Féminas, una nueva emisora en Internet solo para mujeres. En cine ha participado, entre otros, en el cortometraje Colombia Cofy (16mm) del director Klych López y recientemente en el largometraje Nochebuena de Camila Loboguerrero, con el papel de Esmeralda López. Cony Camelo también es protagonista del largometraje colombiano Alborada carmesí del director Luis Hernán Reina, que se estrenó en el 2009. Este año volvió a presentar el Factor x en su tercera edición. Fue ganadora del India Catalina a la Mejor Actriz por su actuación en Alborada carmesí. Actuó en la telenovela de RCN El capo, interpretando a Valentina, una periodista. En 2012 interpretó a Dolores en la obra de teatro Cabared. En 2014 lanzó su canción «Leona» y el vídeo fue dirigido por José María Ángel.

## Filmografía

### Televisión
| Año       | Título                              | Personaje                   | Canal              |
| --------- | ----------------------------------- | --------------------------- | ------------------ |
| 2022      | Entre sombras                       | Sandra Pinzón               | Caracol Televisión |
| 2021      | Lala's Spa                          | Detective Cristina Castillo | Canal RCN          |
| 2019      | La ley del corazón                  |                             | Canal RCN          |
| 2016      | La niña                             | Dra. Tatiana Toquica        | Caracol Televisión |
| 2014      | Metástasis                          | María Navarro               | UniMas             |
| 2014      | Manual para ser feliz               | Verónica Molina             | Canal RCN          |
| 2013      | La promesa                          | Melissa                     | Caracol Televisión |
| 2011      | La traicionera                      | Andrea                      | Canal RCN          |
| 2010      | Los caballeros las prefieren brutas | Jovita                      | Caracol Televisión |
| 2010      | Yo no te pido la luna               | Deyanira                    | Caracol Televisión |
| 2009-2010 | El capo                             | Periodista Valentina        | Canal RCN          |
| 2008      | Cámara Café                         | Mariela (la asistenta)      | Caracol Televisión |
| 2005-2006 | Los Reyes                           | Hilda Ediberta Reyes        | Canal RCN          |
| 2003-2004 | Un ángel llamado azul               |                             | Canal RCN          |

## Programas
| Año       | Título               | Rol                       | Canal          |
| --------- | -------------------- | ------------------------- | -------------- |
| 2024      | MasterChef Celebrity | Participante              | Canal RCN      |
| 2023      | LOL Colombia         | Participante              | Prime Video    |
| 2015      | Misión impacto'      | Invitada                  | Canal RCN      |
| 2006      | Factor Xs            | Presentadora en camerinos | Canal RCN      |
| 2005-2009 | Factor X             | Presentadora en camerinos | Canal RCN      |
|           | Mucha Música         | Presentadora              | Citytv         |
|           | Colombia Joven       | Participante              | Señal Colombia |
|           | Plaza Sésamo         | Presentadora              |                |
| 1997      | Verde manzana        | Participante              | Canal A        |

## Cine
| Año  | Título                       | Personaje |
| ---- | ---------------------------- | --------- |
| 2017 | Los oriyinales               |           |
| 2012 | Diverdiferencias (corto)     | Narrador  |
| 2010 | Los atrapasueños (corto)     | Agatha    |
| 2009 | Alborada carmesí             | Maria     |
| 2008 | Nochebuena                   | Esmeralda |
| 2004 | Perder es cuestión de método | Enfermera |

## Premios y nominaciones

### Premios TVyNovelas
| Año  | Categoría                             | Telenovela o Serie | Resultado |
| ---- | ------------------------------------- | ------------------ | --------- |
| 2012 | Mejor actriz de reparto de telenovela | La traicionera     | Nominada  |
| 2006 | Mejor actriz/actor revelación         | Los Reyes          | Ganadora  |

### Otros premios obtenidos
| Año  | Premio         | Categoría    | Producción | Resultado |
| ---- | -------------- | ------------ | ---------- | --------- |
| 2009 | India Catalina | Mejor Actriz | Nochebuena | Ganadora  |

## Personal
- Videódromo
- Cuatro X Todas
- Colombia Joven
- Yankempo
- Mucha Música

## Discografía

### Bandas Sonoras
- 2005ː Plebeyo
  - «El plebeyo»
- 2005ː Los Reyes (Álbum) 
  - «Yo no te pido la luna»
  - Traicionera
  - «Mio»
  - Mi tía Laisa
  - Frío de la ausencia

### Con Naif
- 2006ː Radar
- 2006ː Sigo al Sol
- 2006ː Entonces